# 卢卡·约维奇
盧卡·約維奇（1997年12月23日—），是塞爾維亞職業足球員，司職前鋒。現效力於希臘足球超級聯賽俱樂部AEK雅典。他是塞爾維亞國家足球隊隊員。

## 早年
约维奇生於南斯拉夫聯盟共和國洛兹尼察，在波斯尼亚和黑塞哥维那塞族共和國的比耶利納附近的巴塔爾小村莊長大，5歲時開始踢球，2004年獲邀加入在貝爾格萊德4至12歲龄人聯賽。首次比賽便打進3球，他每場比賽，其父都獲得50歐元費用及2,000第納爾用作交通費。之後约维奇被贝尔格莱德红星球探發現，加入紅星的青年學院。

## 球會生涯

### 贝尔格莱德红星
约维奇在2005年開始便在贝尔格莱德红星踢球。在完成入會手續前，其父曾帶他到一直想簽下约维奇的游擊隊，並提供每月200歐元津貼，但约维奇最終選擇加盟紅星。
2014年5月28日，约维奇以16歲5個月5天之齡，在對伏伊伏丁那的比賽首次上場，並打破紀錄成為球會史上最年輕的進球者。他替補上場只需2分鐘便取得入球，最終紅星以3-3戰平，贏得塞超冠軍。
2014年10月18日，年僅16歲9個月25天约维奇成為了永恆德比中最年輕的參賽球員，打破米洛瓦诺维奇17歲6個月的紀錄。

### 阿波羅利馬素爾
2016年1月，阿波羅利馬素購入盧卡祖域，隨即以180萬英鎊轉賣予賓菲加。

### 賓菲加
2016年2月，賓菲加以594萬英鎊由阿波羅利馬素爾買入盧卡祖域，並在2017年7月以借將身份，以18萬英鎊租借予法蘭克福。

### 法蘭克福
2017年7月，盧卡祖域由葡超球隊賓菲加，外借到德甲球隊法蘭克福兩年，而法蘭克福在2019年4月以630萬英鎊正式買斷。
2018-2019賽季，盧卡祖域在德甲上陣32場、攻入17球，他在歐霸盃亦有不錯表現，有10球進帳，僅次於車路士的基奧特。

### 皇家馬德里
2019年6月4日，西甲球隊皇家馬德里宣佈，簽入前鋒盧卡祖域。雙方簽約六年至2025年，據報轉會費達到6,000萬歐元。

### 重返法兰克福
2021年1月14日，皇家马德里官方宣布，约维奇将租借回归法兰克福，租期至该赛季结束。
2021年1月17日，约维奇在球隊主場3-1擊敗對手沙爾克04的比賽中第72分鐘踢進重返法兰克福的首次進球，並且在傷停補時第91分鐘時梅開二度，最後總貢獻兩球。

### 佛罗伦萨
2022年7月8日，佛罗伦萨俱乐部宣布签下约维奇。

## 国际职业生涯
2013年12月11日，约维奇在塞尔维亚U-17队对阵克罗地亚U-17队的比赛中上演帽子戏法，帮助球队以4比1获胜。 2014年7月，他被青年队教练韦尔科·保诺维奇征召入塞尔维亚U-19队，参加2014年欧洲U-19足球锦标赛。
2018年5月，约维奇入选了塞尔维亚的2018年俄罗斯国际足联世界杯初选名单。 6月4日，他在与智利的友谊赛中首次亮相，在第84分钟替补亚历山大·米特罗维奇上场。 2018年6月，约维奇入选了塞尔维亚参加2018年国际足联世界杯的23人大名单， 并在对阵巴西的比赛中作为替补出场。
2019年3月20日，约维奇在与德国的友谊赛中打进了他的首个国家队进球。 2022年11月，他入选塞尔维亚参加卡塔尔2022年国际足联世界杯的名单。 他参加了对阵喀麦隆 和瑞士的小组赛。 塞尔维亚在小组赛中排名第四。
约维奇是塞尔维亚参加2024年欧洲足球锦标赛的阵容成员。在球队对阵英格兰的首场比赛中，他在第61分钟替换萨沙·卢基奇上场，最终球队以1比0失利。 约维奇在第二场对阵斯洛文尼亚的比赛中出场，并在最后时刻打进扳平比分的一球，最终比分为1比1。他还参加了对阵丹麦的第三场比赛。塞尔维亚在小组赛中排名第四。

## 榮譽

### 俱乐部
貝爾格勒紅星
- 塞爾維亞足球超級聯賽冠軍：2013–14

本菲卡
- 葡超冠軍：2015–16、2016–17

法蘭克福
- 德國足協盃冠軍：2017–18

皇家馬德里
- 西甲冠軍：2019–20、2021-22
- 西班牙超級盃冠軍：2019–20、2021–22
- 歐冠冠軍：2021–22

## 外部連結
- Soccerway資料庫：卢卡·约维奇
- 卢卡·约维奇在BDFutbol中的档案